# Gönnebek
Gönnebek ist eine Gemeinde im Kreis Segeberg in Schleswig-Holstein.

## Geografie

### Geografische Lage

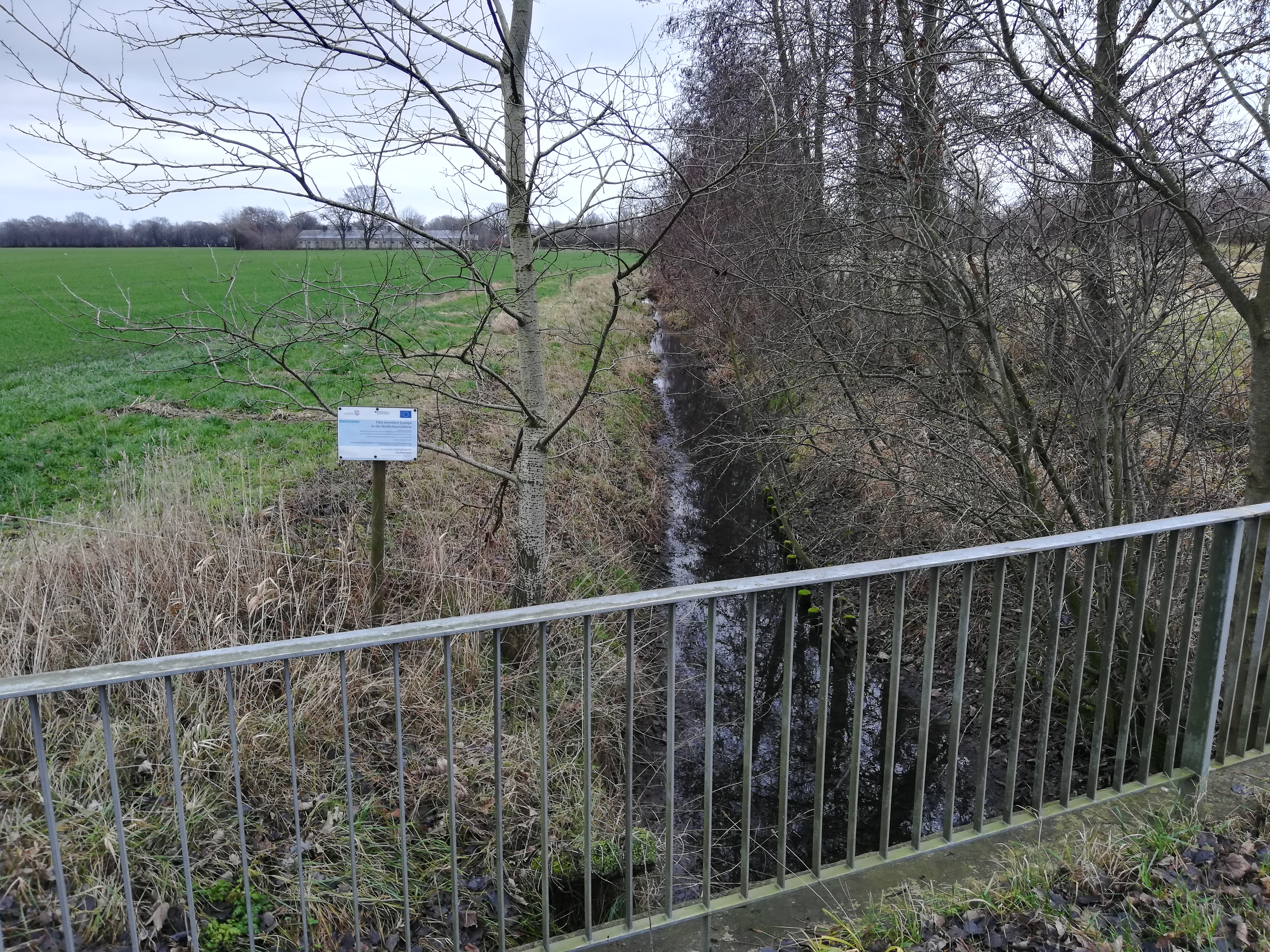
Die Schwale bei Gönnebek (2018)

Das Gemeindegebiet von Gönnebek erstreckt sich im Quellgebiet der Schwale im Bereich der naturräumlichen Haupteinheit Holsteinische Vorgeest etwa 15 km östlich von Neumünster.
Den südlichen Teil der Gemarkung bildet der bewaldete Bereich des Forstgebiets Gerdt'sche Tannen.
Der Hauptsiedlungsbereich (Dorf) ist als Rundling um den baumbestandenen Dörpplatz (deutsch Dorfplatz) herum angelegt. Der zentral gelegene Anger umfasst einen kleinen Teich, eine Doppeleiche mit Gedenkstein. Zwei weitere Findlinge dienen als Ehrenmale für die Gefallenen der beiden Weltkriege.

### Gemeindegliederung
Die letztmals bei der Volkszählung in der Bundesrepublik Deutschland 1987 erfolgte Aufstellung aller Wohnplätze in einem amtlichen Wohnplatzverzeichnis führte neben der namenstiftenden Dorflage auch die Siedlung Gärtnersiedlung, die Haussiedlungen Imkersruh und Wiedsich, sowie die Hof-/Höfesiedlungen Faldehörn, Fiensmoor und Laaken als weitere Wohnplätze im Gemeindegebiet auf.

### Nachbargemeinden
Unmittelbar angrenzende Gemeindegebiete von Gönnebek sind:
|                 | Rendswühren (Kreis Plön)                    |           |
| Groß Kummerfeld | Kompassrose, die auf Nachbargemeinden zeigt | Bornhöved |
|                 | Rickling, Trappenkamp                       |           |

## Geschichte und Vorgeschichte

### Vorgeschichte und Archäologie

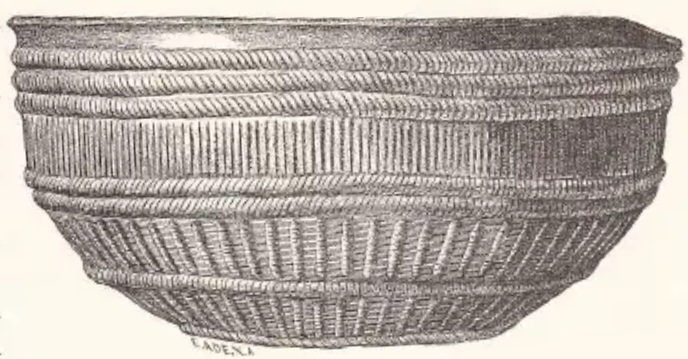
Die bronzezeitliche Goldschale von Gönnebek

Der Bereich des heutigen Gemeindegebiets war ein bedeutendes vorgeschichtliches Siedlungszentrum. Hierauf deutet der Fund einer Reihe jungsteinzeitlicher und bronzezeitlicher Grabhügel im Bereich der südlich des Dorfes verlaufende Bramstedter Landstraße. Drei dieser Grabhügel (Schwarzer Berg, Schulberg, Kleiner Berg) wurden 1884 von Adolf Pansch im Zuge wissenschaftlicher Grabungen geöffnet. Neben menschlichen Knochen und anderen Metallfunden wurden zwei Bronze-Schwerter und eine goldene Schale entdeckt. Die Grabhügel gelten seitdem als die bedeutendste Entdeckung einer bronzezeitlichen Fundstätte in Schleswig-Holstein. Im Gemeindegebiet gibt es noch heute 20 Grabhügel, die in der Liste der Bodendenkmale in Gönnebek des Archäologischen Landesamts Schleswig-Holstein (2016) aufgeführt sind.
Im frühen Mittelalter lag im Gemeindegebiet eine sächsische Siedlung mit Pfostenbauten und Grubenhäusern (kalibrierte Radiokarbondatierung: 779 bis 1024). Die gefundene Kugeltopfkeramik deutet auf eine Siedlung des 9. und 10. Jahrhunderts hin. Gönnebek lag damals an der östlichen Grenze des sächsischen Siedlungsraums im Bereich des Limes Saxoniae. Einer Sage nach sollen anlässlich der Schlacht bei Bornhöved (1227) gefallene Dänen in einem Moor im Gemeindegebiet begraben worden sein.

### Geschichte ab 1324

Die Husaren aus Schleswig übten regelmäßig auf der Gönnebeker Heide.

Gönnebek wurde um 1324 erstmals urkundlich erwähnt. Der dänisch-holsteinische Landesherr Christian I. bestätigte im 15. Jahrhundert, dass Gönnebek damals dem Kloster Segeberg zubehörte (Pertinenz).
Johannes von Schröder nannte 1841 für Gönnebek dreizehn volle Bauernhöfe (Hufe), zwei Halb- und eine Viertelhufe. Zudem gab es sechzehn Katen, davon nur drei mit Landbesitz. Von 213 Einwohnern gingen 40 Kinder zur Schule. Es gab ein Armenhaus und mehrere Handwerker (Tischler, Schmied, Stellmacher, Weber, Schneider). Gut die Hälfte der Dorffläche von etwa 1080 Hektar (1969 Steuertonnen) war Ackerland, etwa ein Drittel Heide und Sandflächen.
Im Jahr 1884 wurde in Gönnebek eine Meiereigenossenschaft gegründet. In den 1920er Jahren wurde die Ausstattung umfassend erneuert. Das erste Meiereigebäude auf dem Dorfplatz wurde 1954 durch einen Neubau ersetzt, der 1971 abgerissenen wurde.
Ende des 19. Jahrhunderts (1875–1899) hielten das Schleswig-Holsteinische Husarenregiment Nr. 16 (Schleswig) und das 13. Dragonerregiment (Flensburg) auf der Gönnebeker Heide regelmäßig militärische Übungen ab.
Die 1912 erschienene Ausgabe von Meyers Orts- und Verkehrslexikon gibt für Gönnebek 301 Einwohner an. Gönnebek gehörte damals zum Regierungsbezirk Schleswig der preußischen Provinz Schleswig-Holstein und – wie heute – zum Kreis Segeberg. Das militärisch zuständige Bezirkskommando war in Altona (II Altona); Standesamt und Amtsbezirk im nahen Bornhöved. Zu Gönnebek gehörte bereits damals als das "Häusergruppe" bezeichnete Laaken.
Von 1964 bis 1966 wurde in Gönnebek eine Flurbereinigung durchgeführt. Neben einer Arrondierung der beteiligten landwirtschaftlichen Betriebe und einem Ausbau des Wegenetzes konnte so Raum für den Bau der Gärtnersiedlung (ab 1967) an der Grenze zum benachbarten Trappenkamp geschaffen werden (siehe unten).
Nach erfolgreichen Teilnahmen in den 1970er Jahren wurde Gönnebek 1988 zweiter Kreissieger im Wettbewerb "Unser Dorf soll schöner werden".
2003 errichtete die Gemeinde der Dorfhaus „Uns Dörphus“, das u. a. die Freiwillige Feuerwehr beherbergt. Ein Glasfasernetz gibt es seit 2011.

## Bildung und Kultur

### Schule
Schulunterricht in Gönnebek ist ab 1700 belegt, fand zunächst aber nicht in einem eigenen Gebäude, sondern im Hause von Handwerkern und ab 1736 im Offiziershaus der Husaren statt. Das erste Schulgebäude wurde 1790 erbaut; Neu- und Umbauten erfolgten 1836 und 1902.
Die Freiwillige Feuerwehr Gönnebek entstand 1888. Der erste Feuerwehrhauptmann war Detlef Saggau.

### Wappen
Blasonierung: „Von Blau und Grün erhöht geteilt durch ein breites silbernes Wellenband, bestehend aus einem halben Wellental, einem Wellenberg und einem halben Wellental, darunter eine goldene Schüssel.“ Die goldene Schüssel verweist auf den bronzezeitlichen Goldfund aus dem 1884 untersuchten Hügelgrab. Das Wellenband steht für den hellen Sand der Gönnebeker Heide.

### Kulturdenkmale
Der Dörpplatz ist ein eingetragenes Kulturdenkmal in der Gemeinde.

## Politik

### Gemeindevertretung
Bei der Kommunalwahl 2023 errang die Allgemeine Wählergemeinschaft Gönnebek erneut alle neun Sitze in der Gemeindevertretung. Die Wahlbeteiligung betrug 61,5 Prozent.

## Wirtschaft und Verkehr
Die Wirtschaft im Gemeindegebiet ist größtenteils von der landwirtschaftlichen Urproduktion geprägt.

In den 1960er Jahren entwickelte sich im Gemeindegebiet südlich von der Haupteinfallstraße aus Richtung Bornhöved abseits der Dorflage ein weiterer Siedlungsbereich, die Gärtnersiedlung. Viele Betriebe spezialisierten sich auf die Produktion von Topfpflanzen. Wegen des Strukturwandels mussten mehrere Gartenbaubetrieben Insolvenz anmelden. Andere Betriebe haben ihren Vertrieb auf Direktvermarktung an Privat- und Gewerbekunden umgestellt. So gibt es einen von der Genossenschaft Landgard betriebener Blumengroßmarkt.
Im Januar 2010 ging im Nachbarort Rendswühren eine Biogasanlage in Betrieb. Diese beliefert unter anderem das von der Gönnebeker Heizwerkgenossenschaft entwickelte Heizkraftwerk.
Östlich verläuft die Bundesautobahn 21 von Bad Segeberg nach Kiel, nördlich die Bundesstraße 430 von Neumünster nach Plön. Der nächste Bahnhof befindet sich in Rickling.